# 斯托爾山 (卡拉萬克斯山脈)
46°26′2″N 14°10′26″E / 46.43389°N 14.17389°E

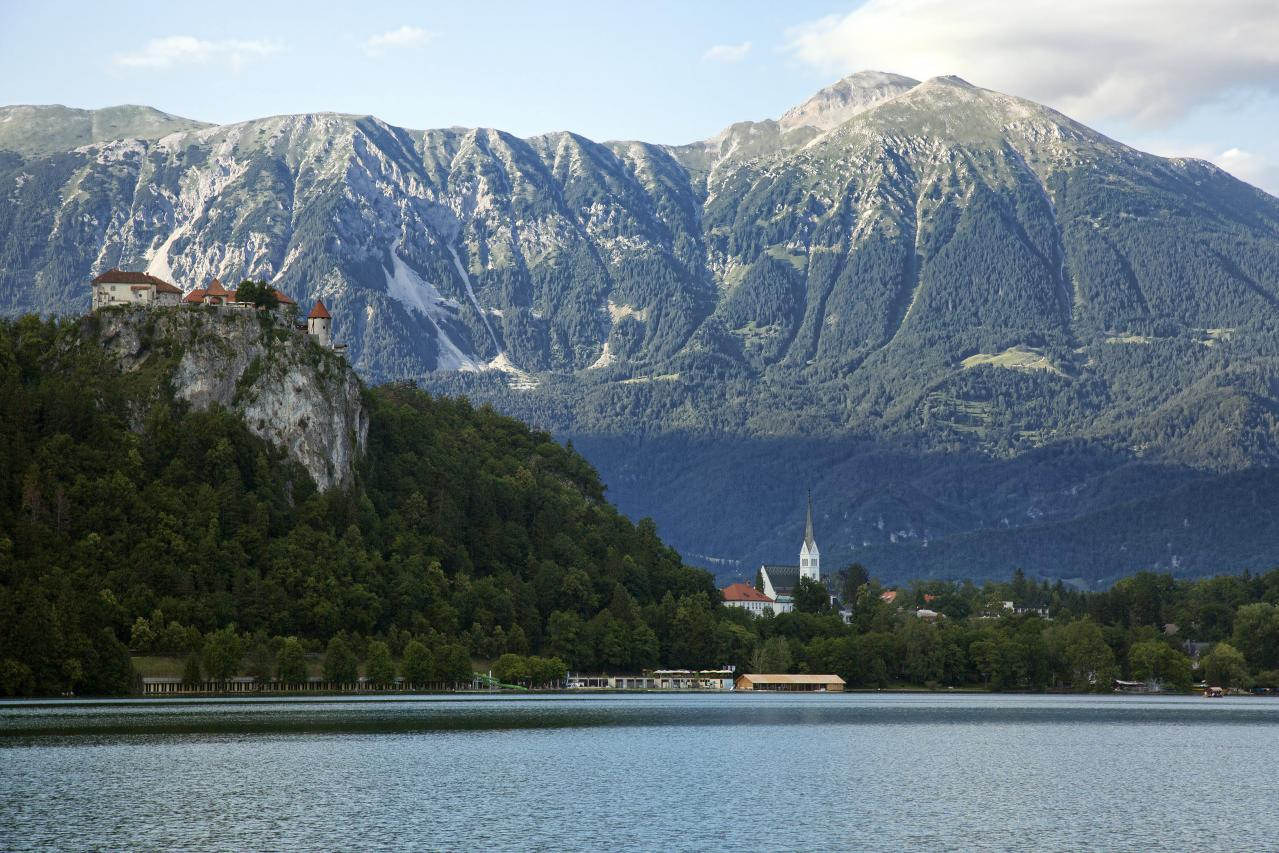

斯托爾山（德語：Hochstuhl），是中歐的山峰，位於斯洛文尼亞和奧地利接壤的邊境，屬於卡拉萬克斯山脈的一部分，海拔高度2,236米，人類在1794年首次登頂。